# بریج‌پورت (ایلینوی)
بریج‌پورت، ایلینوی (به انگلیسی: Bridgeport, Illinois) یک شهر در ایالات متحده آمریکا با جمعیت ۲٬۱۶۸ نفر است که در ایلی‌نوی واقع شده‌است.

## موقعیت جغرافیایی
موقعیت جغرافیایی شهرها و مناطق اطراف به شرح زیر است: